# سوسک‌های همه‌چیزخوار

سوسک‌های همه‌چیزخوار (نام علمی: Polyphaga) زیرراسته‌ای از قاب‌بالان هستند. Polyphaga واژه‌ای یونانی و به معنای همه‌چیزخوار است. سوسک‌های همه‌چیزخوار حدود ۳۰۰۰۰۰ گونه هستند که ۹۰ درصد سوسک‌هایی که تاکنون کشف شده‌اند را تشکیل می دهند. 

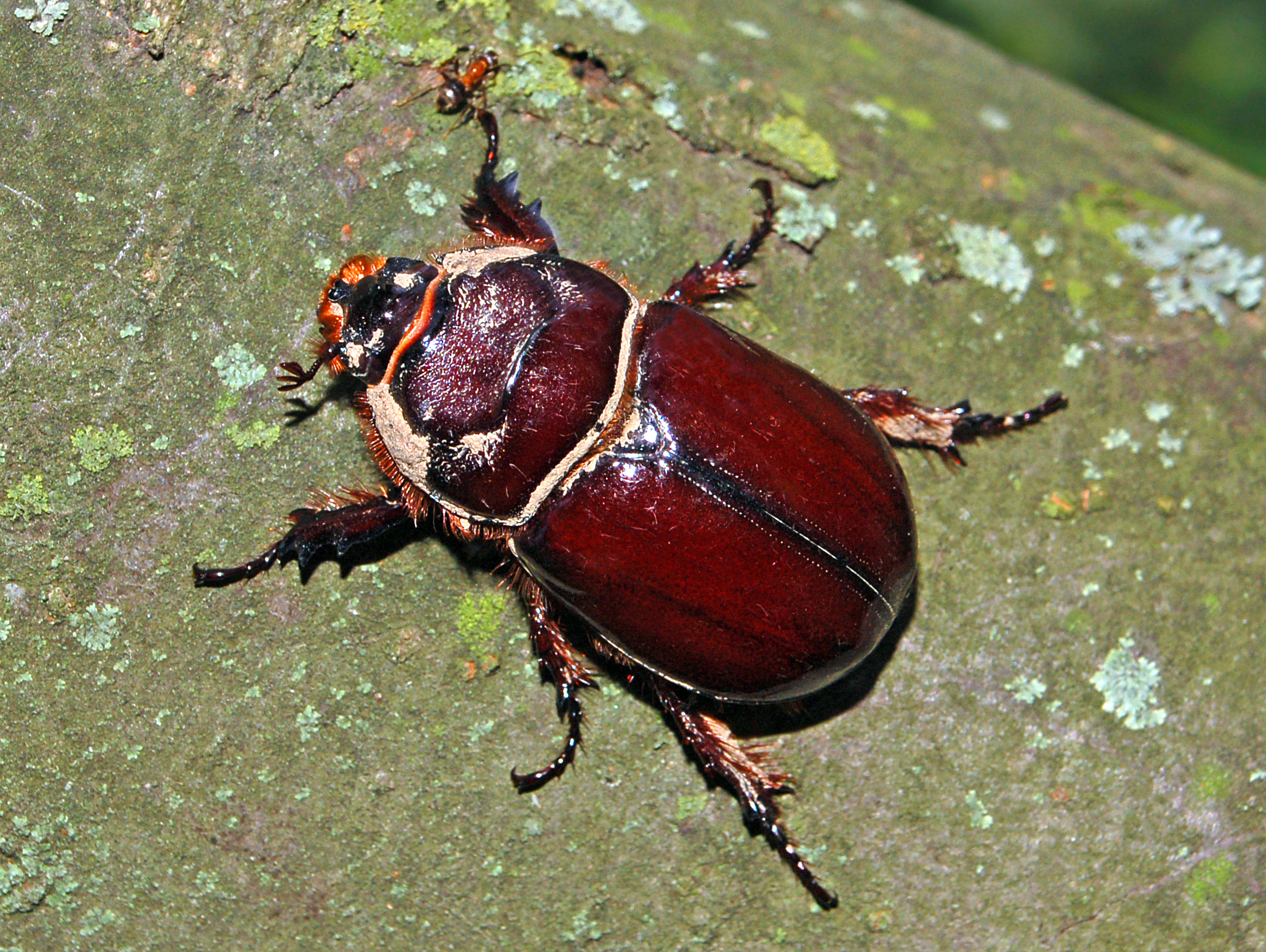
سوسک کرگدنی اروپایی

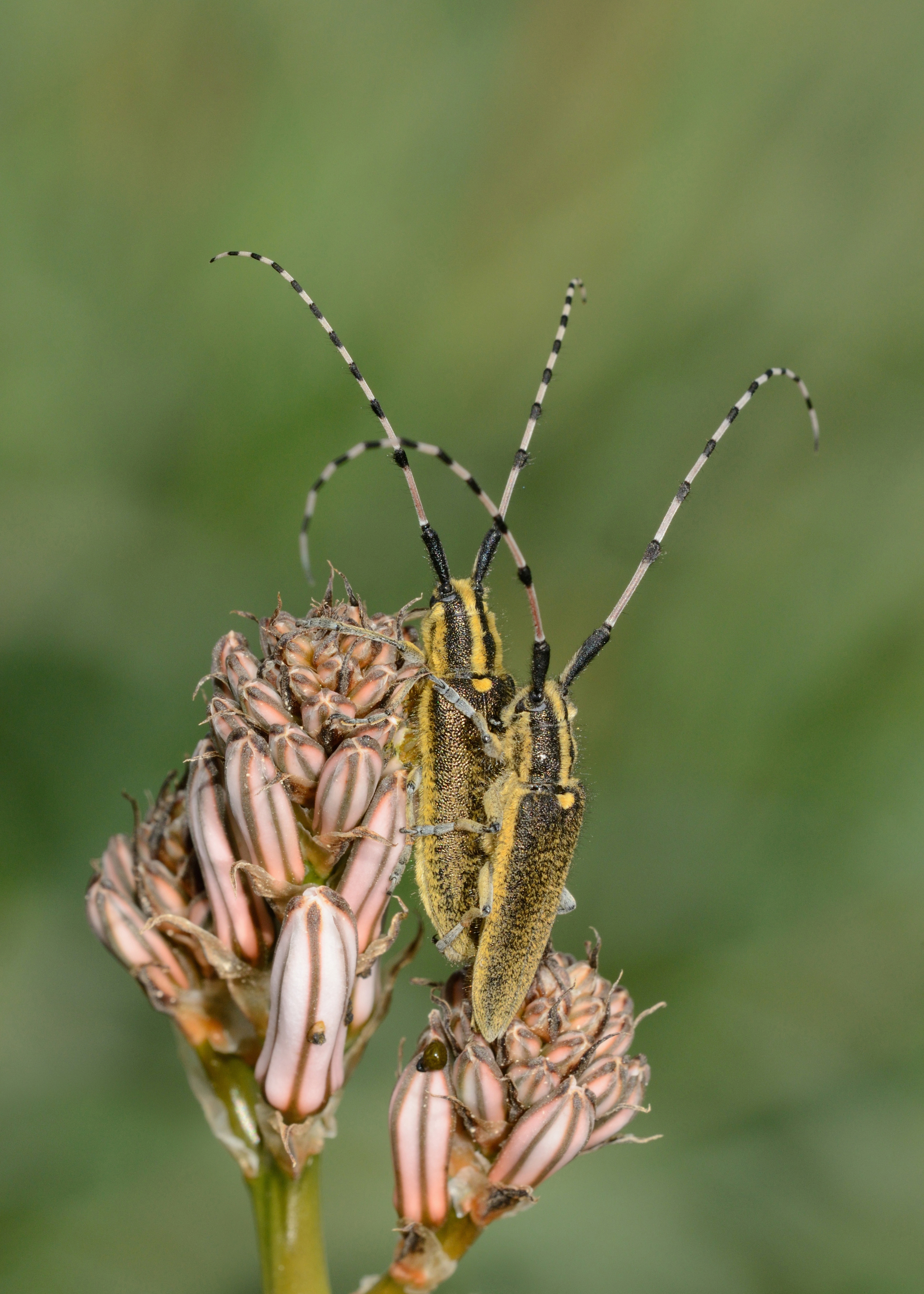
صورت‌تخت شامی

## فروراسته‌ها
دارای ۵ فروراسته می‌باشد:
- Bostrichiformia شامل سوسک‌های اسباب‌خانه‌ای، سوسک‌های پوستی.
- سوسک‌های گیاه‌خوار شامل سوسک‌های بانو، سوسک‌های شاخ‌دراز، سوسکچه‌ها، سوسک‌های رنگارنگ، سوسک‌های برگی
- Elateriformia شامل سوسک‌های ورجه، کرم شب‌تاب
- Scarabaeoidea شامل سرگین‌چرخانان و سوسک‌های گوزنی
- Staphyliniformia شامل سوسک‌های تندرو و سوسک‌های زباله‌خور